# Wheaton Precious Metals
Wheaton Precious Metals — канадская компания в сфере торговли драгоценными металлами и кобальтом. Специализируется на покупке металлов у ведущих горнодобывающих компаний мира для последующей перепродажи потребителям.

## История
Компания была основана в 2004 году, первоначально была дочерней структурой Goldcorp и называлась Silver Wheaton. В 2008 году стала самостоятельной компанией, а в 2017 году сменила название на Wheaton Precious Metals.

## Деятельность
По состоянию на конец 2022 года у компании было 28 долгосрочных контрактов с 22 горнодобывающими компаниями, сфера интересов охватывала рудники в 13 странах мира. За 2022 год объём торговли составил 290 тыс. унций золота, 24 млн унций серебра, 15 тыс. унций палладия и 328 т кобальта.
Среди важнейших рудников:
- Salobo (Бразилия, золото, оператор добычи — Vale)
- Sudbury (Канада, золото, оператор добычи — Vale)
- Costancia mine[англ.] (Перу, золото и серебро, оператор добычи — Hudbay)
- San Dimas (Мексика, золото, оператор добычи — First Majestic Silver[англ.])
- Stillwater (США, золото и палладий, оператор добычи — Sibanye-Stillwater)
- Peñasquito Mine[англ.] (Мексика, серебро, оператор добычи — Newmont Mining)
- Antamina mine[англ.] (Перу, серебро, оператор добычи — Glencore)
- Voisey's Bay Mine[англ.] (Канада, кобальт, оператор добычи — Vale)

В списке крупнейших публичных компаний мира Forbes Global 2000 за 2023 год Wheaton Precious Metals заняла 1517-е место.